# Sempron
Sempron és el nom en clau utilitzat per AMD per a definir una família de processadors de baix cost, destinats principalment al mercat domèstic. Substitueix la família Duron i rivalitza amb la gamma Celeron D de Intel. AMD va anomenar-lo així pel nom en llatí sempre (sempre) per suggerir que aquest processador era "útil per l'ús diari, pràctic i quotidià".
El nom Sempron prové del terme llatí semper, que vol dir "sempre", "cada dia", en referència a la finalitat del processador com a idoni per l'ús diari.